# Hisaya Morishige
Pour les articles homonymes, voir Morishige (homonymie).
Hisaya Morishige (森繁久彌, Morishige Hisaya), né le 4 mai 1913 à Hirakata (préfecture d'Osaka) et mort le 10 novembre 2009 à Tokyo, est un acteur, compositeur et parolier japonais.

## Biographie
Hisaya Morishige apparaît dans plus de 240 films entre 1947 et 2004.
En 1958, Hisaya Morishige et l'actrice Mariko Miyagi prêtent leurs voix pour le doublage de l'ensemble des personnages de l'anime Le Serpent blanc, qui est le premier film d'animation en couleurs japonais,.

## Filmographie partielle

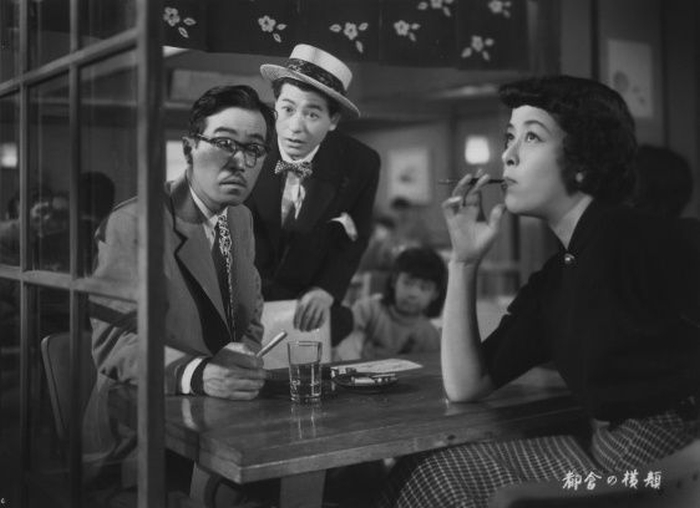
Hisaya Morishige, Ryō Ikebe et Kiyoko Tange dans Le Profil de la ville (1953).

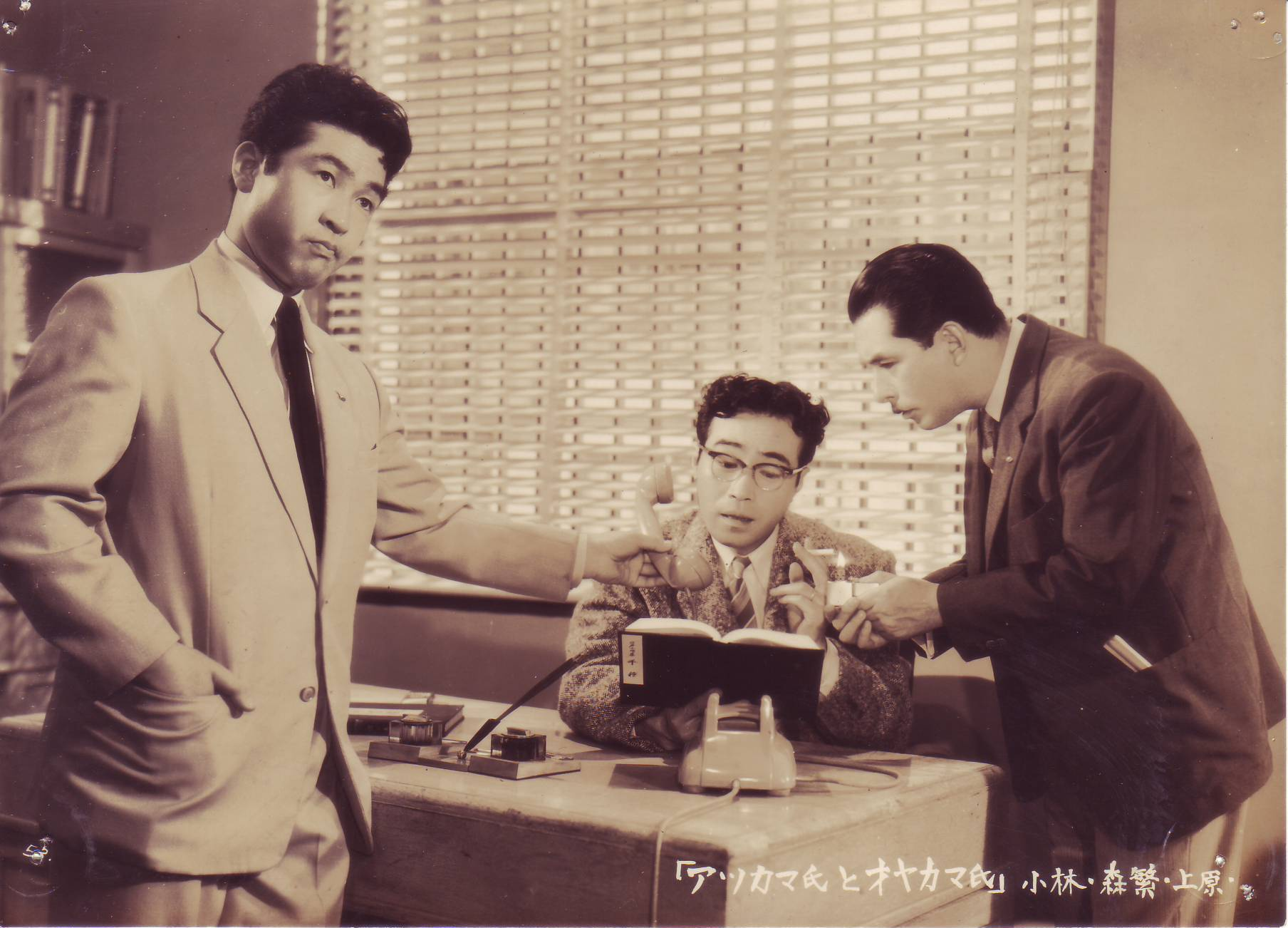
Keiju Kobayashi, Hisaya Morishige et Ken Uehara dans Atsukama-shi to Oyakama-shi (1955).

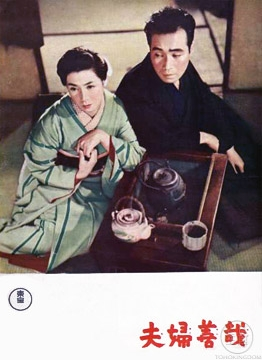
Chikage Awashima et Hisaya Morishige sur l'affiche de La Relation matrimoniale (1955).

### Années 1940
- 1947 : L'Actrice (女優, Joyū?) de Teinosuke Kinugasa

### Années 1950
- 1950 : Koshinuke nitōryū (腰抜け二刀流?) de Kyōtarō Namiki
- 1950 : Amakara chindōchū (アマカラ珍道中?) de Nobuo Nakagawa
- 1951 : L'Amant (恋人, Koibito?) de Kon Ichikawa
- 1951 : Shin yūkyōden (新遊侠伝?) de Kiyoshi Saeki
- 1951 : Shin yūkyōden: Yūkyō ōrai (新遊侠伝 遊侠往来?) de Kiyoshi Saeki
- 1951 : Les Bateaux pirates (海賊船, Kaizokusen?) de Hiroshi Inagaki
- 1951 : Bungawan Solo (ブンガワンソロ, Bungawan Soro?) de Kon Ichikawa
- 1951 : Sasaki Kojirō III (完結 佐々木小次郎 巌流島決闘, Kanketsu Sasaki Kojirō : Ganryūjima kettō?) de Hiroshi Inagaki : citadin bavard
- 1951 : Gokuraku rokka sen (極楽六花撰?) de Kunio Watanabe
- 1951 : Koi no rantō (恋の蘭燈?) de Kiyoshi Saeki
- 1952 : Rakka no mai (落花の舞?) de Kunio Watanabe
- 1952 : Ikinokotta Benten-sama (生き残った弁天様?) de Seiji Hisamatsu
- 1952 : Musuko no hanayome (息子の花嫁?) de Seiji Maruyama
- 1952 : Shanhai-gaeri no Riru (上海帰りのリル?) de Kōji Shima : Ichiro Okamura
- 1952 : Journal de vagabondage (浮雲日記, Ukigumo nikki?) de Masahiro Makino
- 1952 : Chakkari fujin to Ukkari fujin (チャッカリ夫人とウッカリ夫人?) de Kunio Watanabe
- 1952 : Cadre de troisième classe (三等重役, Santō jūyaku?) de Masahisa Sunohara (en) : chef du personnel
- 1952 : Zoku Chakkari fujin to Ukkari fujin (続チャッカリ夫人とウッカリ夫人?) de Kunio Watanabe
- 1952 : Tōkyō no koibito (東京の恋人?) de Yasuki Chiba : Akazawa
- 1952 : Cadre de troisième classe 2 (続三等重役, Zoku santō jūyaku?) de Hideo Suzuki
- 1952 : Koshinuke Ganryūjima (腰抜け巌流島?) de Kazuo Mori
- 1952 : Entatsu chobihige man'yū-ki (エンタツちょび髭漫遊記?) de Santarō Marune (ja) : Muteki Sonja
- 1952 : Ā seishun ni namida ari (あゝ青春に涙あり?) de Toshio Sugie
- 1953 : Jirocho et l'histoire des trois royaumes : Premier voyage de Jirocho (次郎長三国志 第二部 次郎長初旅, Jirochō sangokushi 2: Jirochō hatsutabi?) de Masahiro Makino
- 1953 : Oyabaka hana kassen (親馬鹿花合戦?) de Kunio Watanabe
- 1953 : Yasugorō shusse (安五郎出世?) d'Eisuke Takizawa
- 1953 : Dans le bas-quartier de Yokocho (もぐら横丁, Mogura Yokochō?) de Hiroshi Shimizu : Deoka
- 1953 : Jirocho et l'histoire des trois royaumes : Jirōchō et Ishimatsu (次郎長三国志 第三部 次郎長と石松, Jirochō sangokushi 3: Jirōchō to Ishimatsu?) de Masahiro Makino
- 1953 : Jirocho et l'histoire des trois royaumes : L'Assemblée du port de Shimizu (次郎長三国志 第四部 勢揃い清水港, Jirochō sangokushi 4: Seizoroi Shimizu minato?) de Masahiro Makino
- 1953 : Le Profil de la ville (都会の横顔, Tokai no yokogao?) de Hiroshi Shimizu : Maki-san
- 1953 : Teishu no saiten (亭主の祭典?) de Kunio Watanabe
- 1953 : Bocchan (坊っちゃん?) de Seiji Maruyama : Aka-shatsu
- 1953 : Jirochō sangokushi 5: Nagurikomi kōshūji (次郎長三国志 第五部 殴込み甲州路?) de Masahiro Makino
- 1953 : Jirochō sangokushi 6: Tabigarasu Jirochō ikka (次郎長三国志 第六部 旅がらす次郎長一家?) de Masahiro Makino
- 1954 : Jirochō sangokushi 7: Hatsu iwai Shimizu minato (次郎長三国志 第七部 初祝い清水港?) de Masahiro Makino
- 1954 : Le Protégé de la compagnie I (坊ちゃん社員, Botchan shain?) de Kajirō Yamamoto : Banta
- 1954 : Rakugo nagaya wa hanazakari (落語長屋は花ざかり?) de Nobuo Aoyagi : Mokuichi
- 1954 : Geisha Konatsu (芸者小夏?) de Toshio Sugie : Kawashima
- 1954 : Le Protégé de la compagnie II (続坊ちゃん社員, Zoku botchan shain?) de Kajirō Yamamoto : Banta
- 1954 : Jirochō sangokushi 8: Kaidō ichi no abarenbō (次郎長三国志 第八部 海道一の暴れん坊?) de Masahiro Makino
- 1954 : Mako osorubeshi (魔子恐るべし?) de Hideo Suzuki
- 1954 : Shigemori-kun jōkyōsuru (重盛君上京す?) de Kunio Watanabe
- 1954 : L'Ange du samedi (土曜日の天使, Doyobi no tenshi?) de Kajirō Yamamoto : Keikichi Kataoka
- 1955 : Yōki na tengoku (陽気な天国?) de Roppa Furukawa : Shigeya Hisamori
- 1955 : Journal d'un policier (警察日記, Keisatsu nikki?) de Seiji Hisamatsu : Yoshii, policier
- 1955 : Jirōchō gaiden: Akiba no himatsuri (次郎長遊侠伝 秋葉の火祭り?) de Masahiro Makino
- 1955 : Morishige no shinnyū shain (森繁の新入社員?) de Kunio Watanabe
- 1955 : Banba no Chūtarō (番場の忠太郎?) de Nobuo Nakagawa
- 1955 : Nonki saiban (のんき裁判?) de Kunio Watanabe
- 1955 : Jirōchō gaiden: Amagi garasu (次郎長遊侠伝 天城鴉?) de Masahiro Makino
- 1955 : Wataridori itsu kaeru (渡り鳥いつ帰る?) de Seiji Hisamatsu : Denkichi Yoshida
- 1955 : Morishige no yarikuri shain (森繁のやりくり社員?) de Kunio Watanabe
- 1955 : Geisha Konatsu: Hitori neru yo no Konatsu (芸者小夏 ひとり寝る夜の小夏?) de Nobuo Aoyagi : Kawashima
- 1955 : Atsukama shi to Oyakama shi (アツカマ氏とオヤカマ氏?) de Yasuki Chiba
- 1955 : Waga na wa petenshi (わが名はペテン師?) de Kunio Watanabe
- 1955 : Morishige no demakase shinshi (森繁のデマカセ紳士?) de Kunio Watanabe
- 1955 : La Relation matrimoniale (夫婦善哉, Meoto zenzai?) de Shirō Toyoda : Ryukichi
- 1955 : Ginza (銀座二十四帖, Ginza nijūyonchō?) de Yūzō Kawashima : le narrateur
- 1955 : Un saut périlleux dans la vie (人生とんぼ返り, Jinsei tonbo gaeri?) de Masahiro Makino
- 1955 : Irasshaimase (いらっしゃいませ?) de Shunkai Mizuho (ja)
- 1956 : Hesokuri shachō (へそくり社長?) de Yasuki Chiba : Zen'nosuke Tashiro
- 1956 : Morishige no shinkon ryokō (森繁の新婚旅行?) de Kunio Watanabe
- 1956 : Hanayome kaigi (花嫁会議?) de Nobuo Aoyagi
- 1956 : Kamisaka Shirō no hanzai (神阪四郎の犯罪?) de Seiji Hisamatsu
- 1956 : Zoku hesokuri shachō (続へそくり社長?) de Yasuki Chiba
- 1956 : La Vie trépidante des décideurs (はりきり社長, Harikiri shachō?) de Kunio Watanabe
- 1956 : Hanayome boshūchū (花嫁募集中?) de Yoshitarō Nomura
- 1956 : L'Étrange amour de la femme blanche (白夫人の妖恋, Byaku fujin no yoren?) de Shirō Toyoda : diseur de bonne aventure
- 1956 : Romansu musume (ロマンス娘?) de Toshio Sugie
- 1956 : Le Chat, Shozo et ses deux maitresses (猫と庄造と二人のをんな, Neko to Shōzō to futari no onna?) de Shirō Toyoda : Shozo
- 1956 : Yonimo omoshiroi otoko no isshō : Katsura Harudanji (世にも面白い男の一生 桂春団治?) de Keigo Kimura
- 1957 : Oshaberi shachō (おしゃべり社長?) de Nobuo Aoyagi
- 1957 : Jirochō gaiden: Haikagura no Santarō (次郎長意外伝 灰神楽の三太郎?) de Nobuo Aoyagi
- 1957 : Jirochō gaiden: Ōabare Santarō gasa (次郎長意外伝 大暴れ三太郎笠?) de Nobuo Aoyagi
- 1957 : Ujō (雨情?) de Seiji Hisamatsu : Ujō Noguchi
- 1957 : Pays de neige (雪国, Yukiguni?) de Shirō Toyoda
- 1957 : Yamabato (山鳩?) de Seiji Maruyama
- 1957 : Jun Ban et Morishige les vidangeurs (伴淳・森繁の糞尿譚, Banjun Morishige no funnyōdan?) de Yoshitarō Nomura
- 1957 : Hadaka no machi (裸の町?) de Seiji Hisamatsu
- 1957 : Morishige no boku wa biyōshi (森繁の僕は美容師?) de Shunkai Mizuho (ja) : Kan'ichi Kawada
- 1957 : Le Quartier des fous (気違い部落, Kichigai buraku?) de Minoru Shibuya : Mr. X
- 1958 : Shachō sandaiki (社長三代記?) de Shūe Matsubayashi
- 1958 : Je ne perdrai pas jusqu'à ce que je gagne (負ケラレセン勝マデハ, Makeraremasen katsumadewa?) de Shirō Toyoda : Hisakichi Okami
- 1958 : Kuchi kara demakase (口から出まかせ?) de Seiichirō Uchikawa (ja) : Kojiro Miyamoto
- 1958 : Zoku shachō sandaiki (続・社長三代記?) de Shūe Matsubayashi
- 1958 : Jours de congé à Tokyo (東京の休日, Tōkyō no kyūjitsu?) de Kajirō Yamamoto : propriétaire d'échoppe
- 1958 : Noren (暖簾?) de Yūzō Kawashima
- 1958 : Désir (欲, Yoku?) de Heinosuke Gosho : Aratedori
- 1958 : L'Auberge de la gare (喜劇 駅前旅館, Kigeki: Ekimae ryokan?) de Shirō Toyoda : Jihei Ikuno
- 1958 : Tsuzurikata kyodai (つづり方兄妹?) de Seiji Hisamatsu : M. Kawahara
- 1958 : Mimizuku (みみずく説法?) de Seiji Hisamatsu et Noriyuki Itaya
- 1958 : Nemuri Kyōshirō burai hikae: Maken jigoku (眠狂四郎無頼控 魔剣地獄?) de Masazumi Kawanishi : Munazuru
- 1958 : Noraneko (野良猫?) de Keigo Kimura
- 1958 : Jinsei gekijō: Seishun hen (人生劇場 青春篇?) de Toshio Sugie
- 1959 : Shachō taiheiki (社長太平記?) de Shūe Matsubayashi : Shōtarō Makita
- 1959 : Gurama-tō no yūwaku (グラマ島の誘惑?) de Yūzō Kawashima : Tamehisa
- 1959 : La Tenture de fleurs (花のれん, Hana noren?) de Shirō Toyoda
- 1959 : Zoku shachō taiheiki (続・社長太平記?) de Shūe Matsubayashi : Shōtarō Makita
- 1959 : Kitsune to tanuki (狐と狸?) de Yasuki Chiba
- 1959 : Méthode d'élevage des hommes (男性飼育法, Dansei shiikuhō?) de Shirō Toyoda : Shinkichi
- 1959 : Ai no kane (愛の鐘?) de Seiji Hisamatsu
- 1959 : Shin santō jūyaku (新・三等重役?) de Masanori Kakei (ja) : Shirō Sawamura
- 1959 : Tobiccho Kantarō (飛びっちょ勘太郎?) de Seiji Hisamatsu

### Années 1960
- 1960 : Tenka no ōdorobō: Shiranami gonin otoko (天下の大泥棒 白浪五人男?) de Kōzō Saeki
- 1960 : Shin santō jūyaku: Tabi to onna to sake no maki (新・三等重役 旅と女と酒の巻?) de Masanori Kakei (ja)
- 1960 : L'Antiquaire (珍品堂主人, Chinpindō shujin?) de Shirō Toyoda
- 1960 : Shin santō jūyaku: Ataru mo hakke no maki (新・三等重役 当るも八卦の巻?) de Toshio Sugie : Shirō Sawamura
- 1960 : Robō no ishi (路傍の石?) de Seiji Hisamatsu : Shogo Aikawa
- 1960 : Shin santō jūyaku: Teishu kyōiku no maki (新・三等重役 亭主教育の巻?) de Toshio Sugie : Shirō Sawamura
- 1960 : Un médecin courageux (ふんどし医者, Fundoshi isha?) de Hiroshi Inagaki : Keisai Koyama
- 1960 : Gametsui yatsu (がめつい奴?) de Yasuki Chiba
- 1960 : Chi no hate ni ikuru mono (地の涯に生きるもの?) de Seiji Hisamatsu : pêcheur
- 1960 : Sararīman Chūshingura (サラリーマン忠臣蔵?) de Toshio Sugie : Yoshio Oishi
- 1961 : Shima no sehiro no oyabunshō (縞の背広の親分衆?) de Yūzō Kawashima
- 1961 : Kawachi fūdoki: Oiroke seppō (河内風土記 おいろけ説法?) de Seiji Hisamatsu
- 1961 : Zoku sararīman Chūshingura (続サラリーマン忠臣蔵?) de Toshio Sugie : Yoshio Oishi
- 1961 : Shachō dochuki (社長道中記?) de Shūe Matsubayashi : Hidesaburo Misawa
- 1961 : Histoire du Tokyo nocturne (東京夜話, Tōkyō yawa?) de Shirō Toyoda : Munata
- 1961 : Zoku shachō dochuki: Onna oyabun taiketsu no maki (続・社長道中記 女親分対決の巻?) de Shūe Matsubayashi : Hidesaburo Misawa
- 1961 : Kigeki: Ekimae danchi (喜劇 駅前団地?) de Seiji Hisamatsu
- 1961 : Banjun・Morishige no ottamage mura monogatari (伴淳・森繁のおったまげ村物語?) de Manao Horiuchi
- 1961 : Minami no shima ni yuki ga furu (南の島に雪が降る?) de Seiji Hisamatsu
- 1961 : Dernier Caprice (小早川家の秋, Kohayagawake no aki?) de Yasujirō Ozu : Eiichirō Isomura
- 1961 : Neko to katsuobushi: Aru sawashi no monogatari (猫と鰹節 ある詐話師の物語?) de Hiromichi Horikawa
- 1961 : Kigeki: Ekimae bentō (喜劇 駅前弁当?) de Seiji Hisamatsu
- 1962 : Sarariman shimizu minato (サラリーマン清水港?) de Shūe Matsubayashi : Chōgorō Yamamoto
- 1962 : Zoku sarariman shimizu minato (続サラリーマン清水港?) de Shūe Matsubayashi : Chōgorō Yamamoto
- 1962 : Sous une multitude d'étoiles (如何なる星の下に, Ikanaru hoshi no moto ni?) de Shirō Toyoda : Tajima
- 1962 : Shachō yōkōki (社長洋行記?) de Toshio Sugie
- 1962 : Zoku shachō yōkōki (続社長洋行記?) de Toshio Sugie
- 1962 : Aobeka monogatari (青べか物語?) de Yūzō Kawashima : professeur
- 1962 : Kigeki: Ekimae onsen (喜劇 駅前温泉?) de Seiji Hisamatsu : Tokunosuke Yoshida
- 1962 : Le Mont Hakone (箱根山, Hakone-yama?) de Yūzō Kawashima
- 1962 : Shin kitsune to tanuki (新・狐と狸?) de Shūe Matsubayashi
- 1962 : Les 47 Rōnin (忠臣蔵 花の巻 雪の巻, Chūshingura: Hana no maki, yuki no maki?) de Hiroshi Inagaki : Hanbei
- 1962 : Kigeki: Ekimae hanten (喜劇 駅前飯店?) de Seiji Hisamatsu
- 1963 : Shachō manyūki (社長漫遊記?) de Toshio Sugie
- 1963 : Madame Aki (憂愁平野, Yūshū heiya?) de Shirō Toyoda : Katayuki
- 1963 : Zoku shachō manyūki (続社長漫遊記?) de Toshio Sugie
- 1963 : Kigeki: Tonkatsu ichidai (喜劇 とんかつ一代?) de Yūzō Kawashima : Kyusaku Goi
- 1963 : Shachō gaiyūki (社長外遊記?) de Shūe Matsubayashi
- 1963 : Zoku shachō gaiyūki (続社長外遊記?) de Shūe Matsubayashi
- 1963 : La Paix de la cuisine (台所太平記, Daidokoro taiheiki?) de Shirō Toyoda
- 1963 : Kigeki: Ekimae chagama (喜劇 駅前茶釜?) de Seiji Hisamatsu
- 1963 : Nouvelle relation matrimoniale (新・夫婦善哉, Shin meoto zenzai?) de Shirō Toyoda
- 1964 : Shachō shinshiroku (社長紳士録?) de Shūe Matsubayashi
- 1964 : Kigeki: Ekimae okami (喜劇 駅前女将?) de Kōzō Saeki : Tokunosuke Morita
- 1964 : Zoku shachō shinshiroku (続社長紳士録?) de Shūe Matsubayashi
- 1964 : Kigeki: Ekimae kaidan (喜劇 駅前女将?) de Kōzō Saeki
- 1964 : Hadaka no jūyaku (裸の重役?) de Yasuki Chiba : Kōshirō Hidaka
- 1964 : Le Chemin de gloire du blaireau (天才詐欺師物語 狸の花道, Tensai sagishi monogatari : Tameki no hanamichi?) de Kajirō Yamamoto : Monta Akai
- 1964 : Kigeki: Ekimae ondo (喜劇 駅前音頭?) de Kōzō Saeki
- 1964 : Peut-on vivre ainsi ? (われ一粒の麦なれど, Ware hitotsubu no mugi naredo?) de Zenzō Matsuyama
- 1964 : Sara no mon (沙羅の門?) de Seiji Hisamatsu
- 1964 : Kigeki: Ekimae tenjin (喜劇 駅前天神?) de Kōzō Saeki
- 1965 : Shachō ninpōchō (社長忍法帖?) de Shūe Matsubayashi : Hisataro Iwato
- 1965 : La Clinique de la gare (喜劇 駅前医院, Kigeki: Ekimae iin?) de Kōzō Saeki
- 1965 : Zoku shachō ninpōchō (続社長忍法帖?) de Shūe Matsubayashi : Hisataro Iwato
- 1965 : Kigeki: Ekimae kin'yū (喜劇 駅前金融?) de Kōzō Saeki
- 1965 : Senjo ni nagaseru uta (戦場にながれる歌?) de Zenzō Matsuyama : gentleman chinois
- 1965 : Kigeki: Kakueki teisha (喜劇 各駅停車?) de Kazuo Inoue (ja)
- 1965 : Un charpentier pacifique (大工太平記, Daiku taiheki?) de Shirō Toyoda
- 1965 : Kigeki: Ekimae daigaku (喜劇 駅前大学?) de Kōzō Saeki
- 1965 : Dai bōken (大冒険?) de Kengo Furusawa (ja) : Premier Ministre
- 1966 : Shachō gyōjōki (社長行状記?) de Shūe Matsubayashi : Hisataro Iwata
- 1966 : Kigeki: Ekimae benten (喜劇 駅前弁天?) de Kōzō Saeki
- 1966 : Zoku shachō gyōjōki (続社長行状記?) de Shūe Matsubayashi : Hisataro Iwata
- 1966 : Kigeki: Ekimae manga (喜劇 駅前漫画?) de Kōzō Saeki : Morita
- 1966 : Kigeki: Ekimae bantō (喜劇 駅前番頭?) de Kōzō Saeki
- 1966 : Il est respectable de respecter (喜劇 仰げば尊し, Kigeki: Aogeba tōtoshi?) de Minoru Shibuya
- 1966 : Kigeki: Ekimae keiba (喜劇 駅前競馬?) de Kōzō Saeki
- 1967 : Shachō senichiya (社長千一夜?) de Shūe Matsubayashi
- 1967 : Kigeki: Ekimae mangan (喜劇 駅前満貫?) de Kōzō Saeki : Morita
- 1967 : Kigeki: Ekimae gakuen (喜劇 駅前学園?) de Kazuo Inoue (ja)
- 1967 : Zoku shachō senichiya (続社長千一夜?) de Shūe Matsubayashi
- 1967 : Kigeki: Ekimae tanken (喜劇 駅前探検?) de Kazuo Inoue (ja)
- 1967 : Cent ans devant la gare (喜劇 駅前百年, Kigeki: Ekimae hyakunen?) de Shirō Toyoda
- 1968 : Shachō hanjōki (社長繁盛記?) de Shūe Matsubayashi
- 1968 : Coup de chance devant la gare (喜劇 駅前開運, Kigeki: Ekimae kaiun?) de Shirō Toyoda
- 1968 : Zoku shachō hanjōki (続社長繁盛記?) de Shūe Matsubayashi
- 1968 : Kigeki: Ekimae kazan (喜劇 駅前火山?) de Tatsuo Yamada (ja)
- 1969 : Shachō enmachō (社長えんま帖?) de Shūe Matsubayashi
- 1969 : Kigeki: Ekimae sanbashi (喜劇 駅前桟橋?) de Toshio Sugie : Morita
- 1969 : Zoku shachō enmachō (続社長えんま帖?) de Shūe Matsubayashi
- 1969 : Mito Kōmon man'yūki (水戸黄門漫遊記?) de Yasuki Chiba : Kōmon Mito

### Années 1970
- 1970 : Shachō gaku ABC (社長学ＡＢＣ?) de Shūe Matsubayashi
- 1970 : Zoku shachō gaku ABC (続社長学ＡＢＣ?) de Shūe Matsubayashi
- 1971 : C'est dur d'être un homme : Un air de candeur (男はつらいよ 純情篇, Otoko wa tsurai yo: Junjō hen?) de Yōji Yamada : Senzō
- 1971 : Kigeki: Onna wa otoko no furusatoyo (喜劇 女は男のふるさとヨ?) d'Azuma Morisaki (ja) : Kanazawa
- 1971 : Kigeki: Onna ikitemasu (喜劇 女生きてます?) d'Azuma Morisaki (ja) : Kanazawa
- 1972 : La Légende de Zatoïchi : Voyage à Shiobara (座頭市御用旅, Zatōichi goyō-tabi?) de Kazuo Mori : Tobei
- 1972 : Kigeki: Onna uridashimasu (喜劇 女売出します?) d'Azuma Morisaki (ja) : Kanazawa
- 1972 : Jinsei gekijō: Seishun hen aiyoku hen zankyō hen (人生劇場 青春篇 愛欲篇 残侠篇?) de Tai Katō
- 1972 : Yukemuri hyakujūban: Iruka no taishō (湯けむり１１０番 いるかの大将?) de Kazuo Inoue (ja)
- 1972 : Onna ikitemasu: Sakariba wataridori (女生きてます 盛り場渡り鳥?) d'Azuma Morisaki (ja) : Kanazawa
- 1973 : Un homme en extase (恍惚の人, Kōkotsu no hito?) de Shirō Toyoda : Shigezō
- 1974 : Machi no akari (街の灯?) d'Azuma Morisaki (ja) : Kurita
- 1976 : Kigeki: Hyakkuten manten (喜劇 百点満点?) de Shūe Matsubayashi
- 1976 : Futari no iida (ふたりのイーダ?) de Zenzō Matsuyama
- 1977 : Sugata Sanshirō (姿三四郎?) de Kihachi Okamoto
- 1978 : L'Incident (事件, Jiken?) de Yoshitarō Nomura

### Années 1980
- 1980 : 203 kōchi (二百三高地?) de Toshio Masuda : Hirobumi Ito
- 1981 : Rengo kantai (連合艦隊?) de Shūe Matsubayashi
- 1982 : Kaikyō (海峡?) de Shirō Moritani : Gensuke Kishida
- 1983 : Shōsetsu Yoshida gakko (小説吉田学校?) de Shirō Moritani : Shigeru Yoshida
- 1983 : Fushigi na kuni: Nippon (ふしぎな國 日本?) de Shūe Matsubayashi
- 1984 : Sayonara Jupitā (さよならジュピター?) de Kōji Hashimoto : Président de la Fédération Terrienne
- 1984 : Kūkai (空海?) de Jun'ya Satō
- 1986 : Shiroi yabō (白い野望?) de Masanobu Deme

### Années 1990
- 1990 : Ruten no umi (流転の海?) de Buichi Saitō : Kumago
- 1992 : Senbon Matsubara: Kawa to ikiru shōnentachi (せんぼんまつばら 川と生きる少年たち?) de Satoshi Dezaki (ja)
- 1994 : Les 47 Rōnin (四十七人の刺客, Shijūshichinin no shikaku?) de Kon Ichikawa : Hyōbu Chisaka
- 1997 : Shin sarariiman senka (新サラリーマン専科?) de Yūzō Asahara (ja) : Shōsuke Terauchi

### Années 2000
- 2004 : Shinibana (死に花?) d'Isshin Inudō

### Doublage
- 1958 : Le Serpent blanc (白蛇伝, Hakuja den?) de Taiji Yabushita (voix)
- 1997 : Princesse Mononoké (もののけ姫, Mononoke hime?) de Hayao Miyazaki : Okkoto-nusi (voix)
- 2001 : Doraemon: Nobita to tsubasa no yūsha tachi (ドラえもん のび太と翼の勇者たち?) de Tsutomu Shibayama (ja) : professeur Torino

## Distinctions

### Décorations
- Médaille au ruban pourpre (1975)
- Personne de mérite culturel (1984)
- Ordre de la Culture (1991)
- Prix d'honneur de la Nation (2009)

### Récompenses
- 1956 : prix Blue Ribbon du meilleur acteur pour La Relation matrimoniale[4]
- 1956 : prix Mainichi du meilleur acteur pour La Relation matrimoniale, Wataridori itsu kaeru, Journal d'un policier et Un saut périlleux dans la vie[5]
- 1983 : prix spécial des Japan Academy Prize[6]
- 2009 : prix spécial aux Nikkan Sports Film Awards[7]
- 2010 : prix pour l'ensemble de sa carrière aux Japan Academy Prize[8]
- 2010 : prix Mainichi pour l'ensemble de sa carrière[9]

### Nominations
- 1984 : prix du meilleur acteur pour Shōsetsu Yoshida gakko aux Japan Academy Prize[10]
- 1991 : prix du meilleur acteur pour Ruten no umi aux Japan Academy Prize[11]